# 水泥古墳
水泥古墳（みどろこふん）は、奈良県御所市古瀬にある古墳2基の総称。国の史跡に指定されている。

## 概要
奈良盆地南西縁、丘陵先端部に築造された古墳2基の総称である。北側の丘陵地では群集墳である巨勢山古墳群の分布が知られるが、それらから離れた独立墳として所在する。2基はそれぞれ「北古墳」・「南古墳」と呼び分けられ、いずれも埋葬施設を横穴式石室とし、北古墳の方が若干大きい規模になる。南古墳の石室内の石棺に蓮華文を彫り出す点で特筆され、古墳文化・仏教文化の結合を示す数少ない例として知られる古墳になる。
築造時期は、古墳時代後期の6世紀後半-末頃（北古墳）・古墳時代終末期の7世紀初頭頃（南古墳）と推定される。被葬者は明らかでないが、仏教を先進的に導入した有力首長の墓として、一帯を治めた古代豪族である巨勢氏（許勢氏）の盟主墳に位置づけられる。古くから『日本書紀』皇極天皇元年（642年）12月条に見える蘇我蝦夷・入鹿の墓（今来の双墓/今木の双墓）に比定する説も挙げられるが、近年では蘇我蝦夷・入鹿の死去に20年先行することが判明しているため否定的である。
2基の古墳域は1961年（昭和36年）に国の史跡に指定されている。

## 遺跡歴
- 1961年（昭和36年）、実測調査（奈良県立橿原考古学研究所）[3]。
- 1961年（昭和36年）7月6日、北古墳・南古墳を合わせて「水泥古墳」として国の史跡に指定[4]。
- 1995年（平成7年）、南古墳の発掘調査（奈良県立橿原考古学研究所）[1]。

## 一覧

### 北古墳

石室俯瞰図

水泥北古墳または水泥塚穴古墳（みどろつかあなこふん）は、円墳。直径約20メートルを測る。現在は個人邸内に所在する。
埋葬施設は両袖式の横穴式石室で、南方向に開口する。石室の規模は次の通り。
- 石室全長：13.4メートル
- 玄室：長さ5.6メートル、幅3メートル、高さ3.3メートル
- 羨道：長さ7.8メートル、幅2メートル、高さ1.9メートル

石室の床面下には、排水管として瓦質の土管約20本が追葬時に敷設されている。また石室内部には石棺を据えたと推測され、石棺石材とみられる凝灰岩片が検出されている。
築造時期は、古墳時代後期の6世紀後半-末頃と推定される。

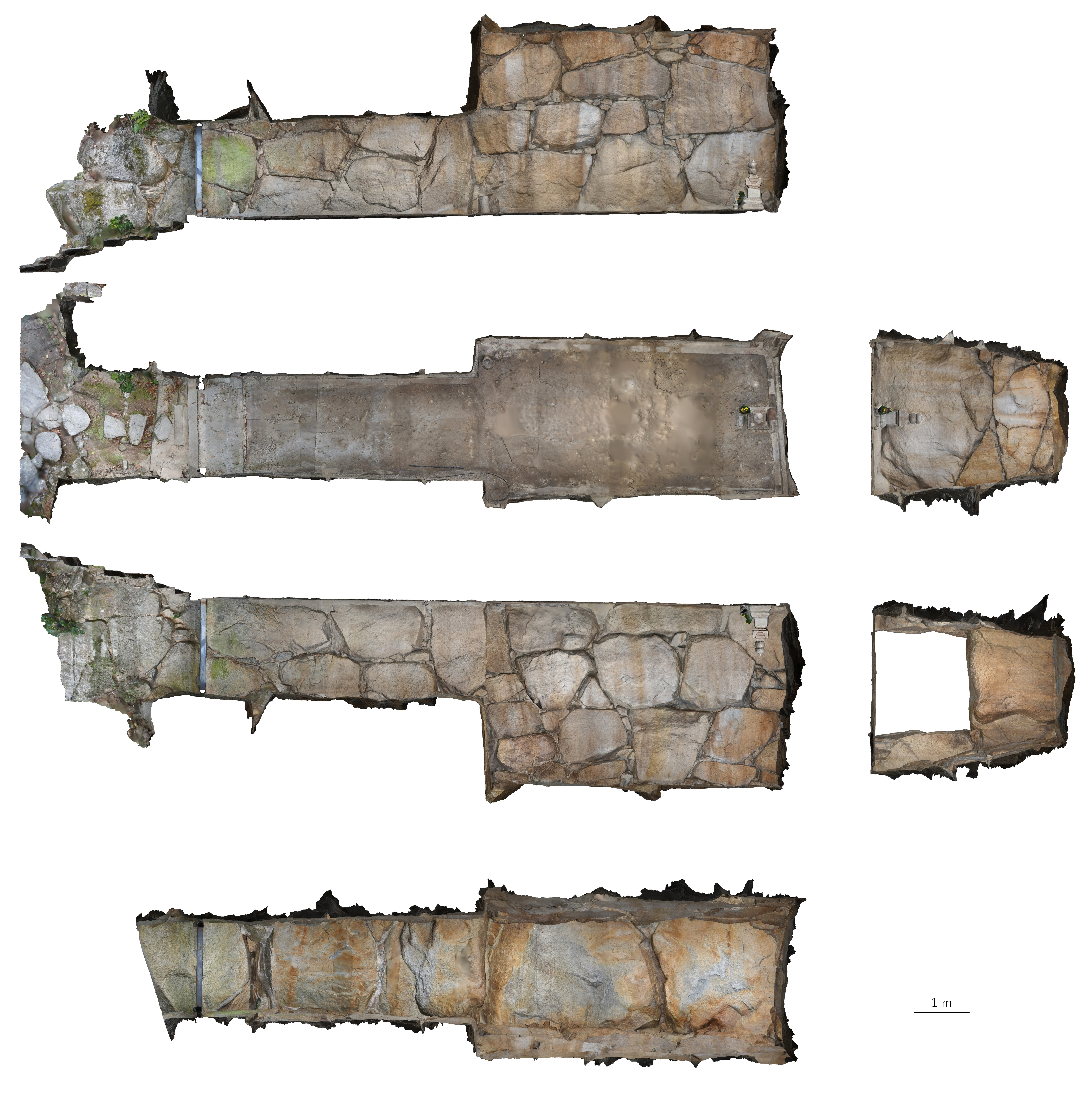
石室展開図
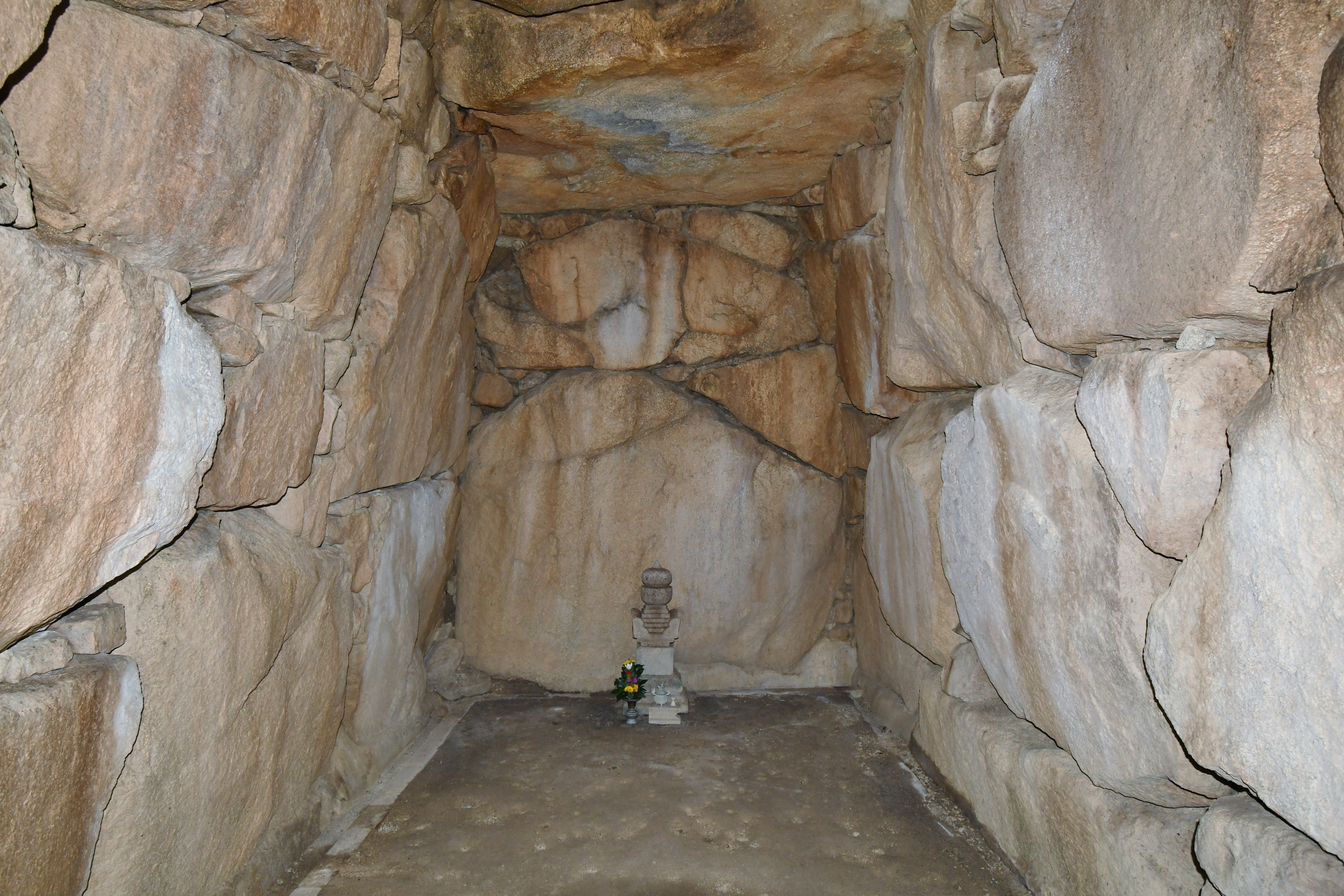
玄室（奥壁方向）
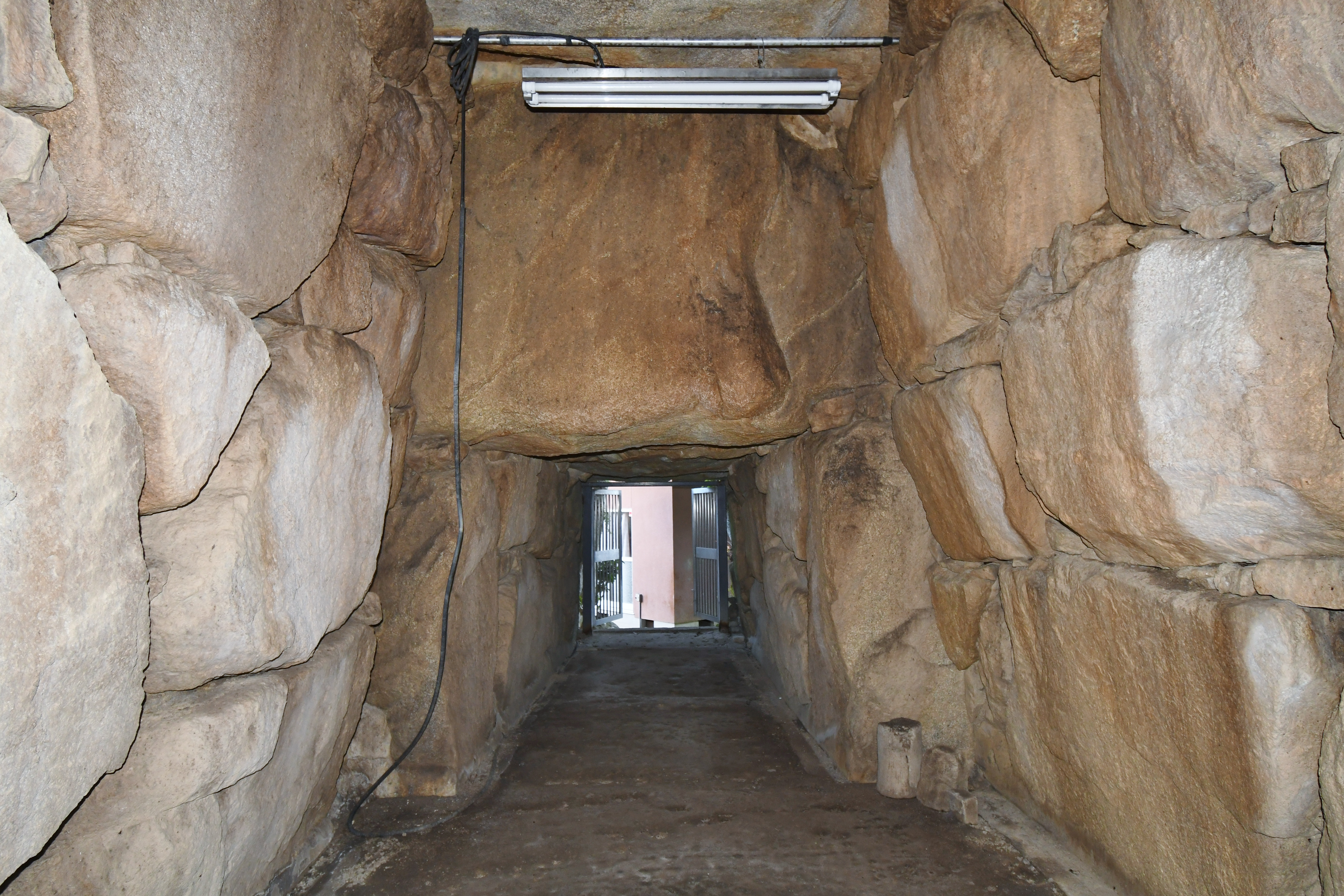
玄室（開口部方向）
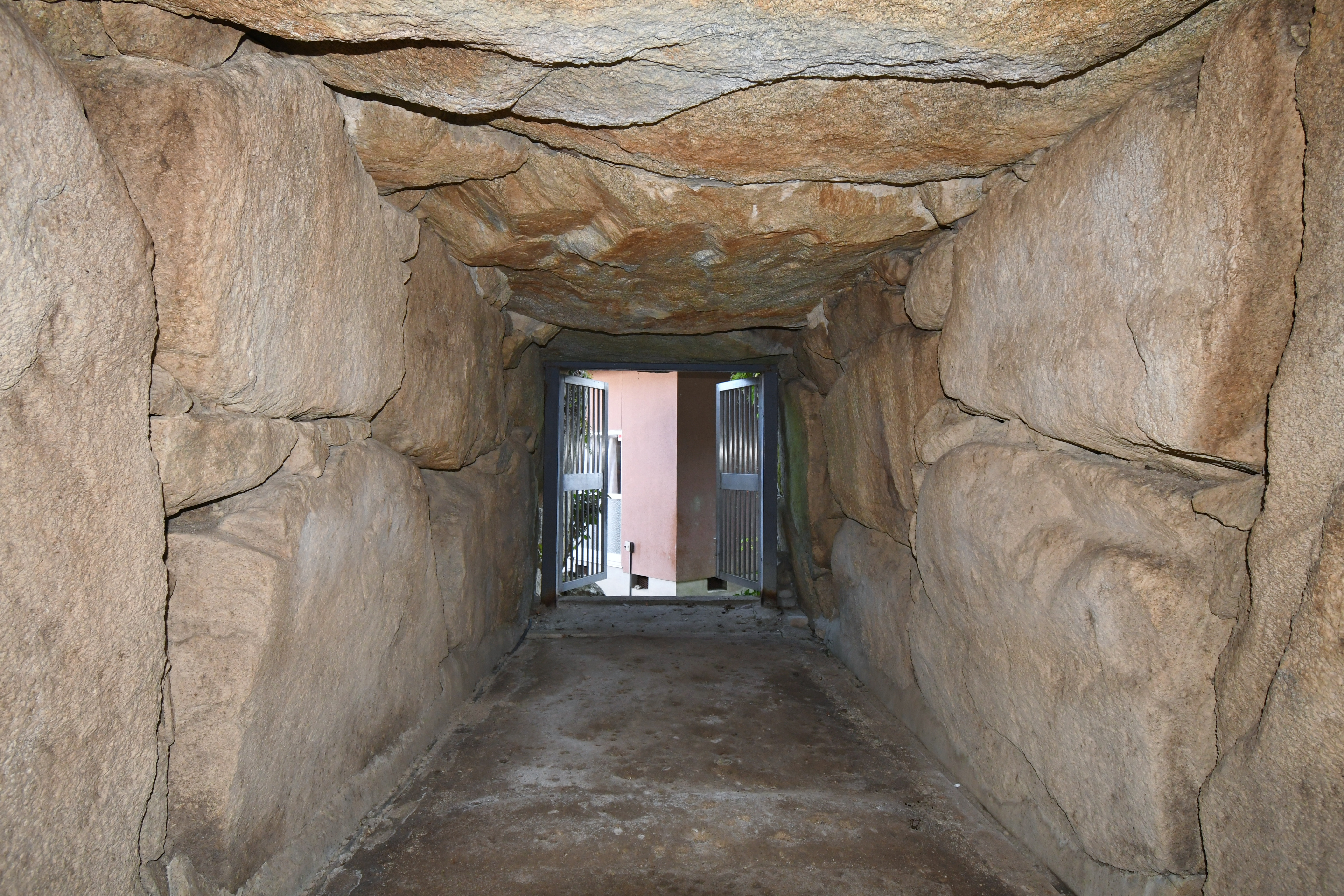
羨道（開口部方向）
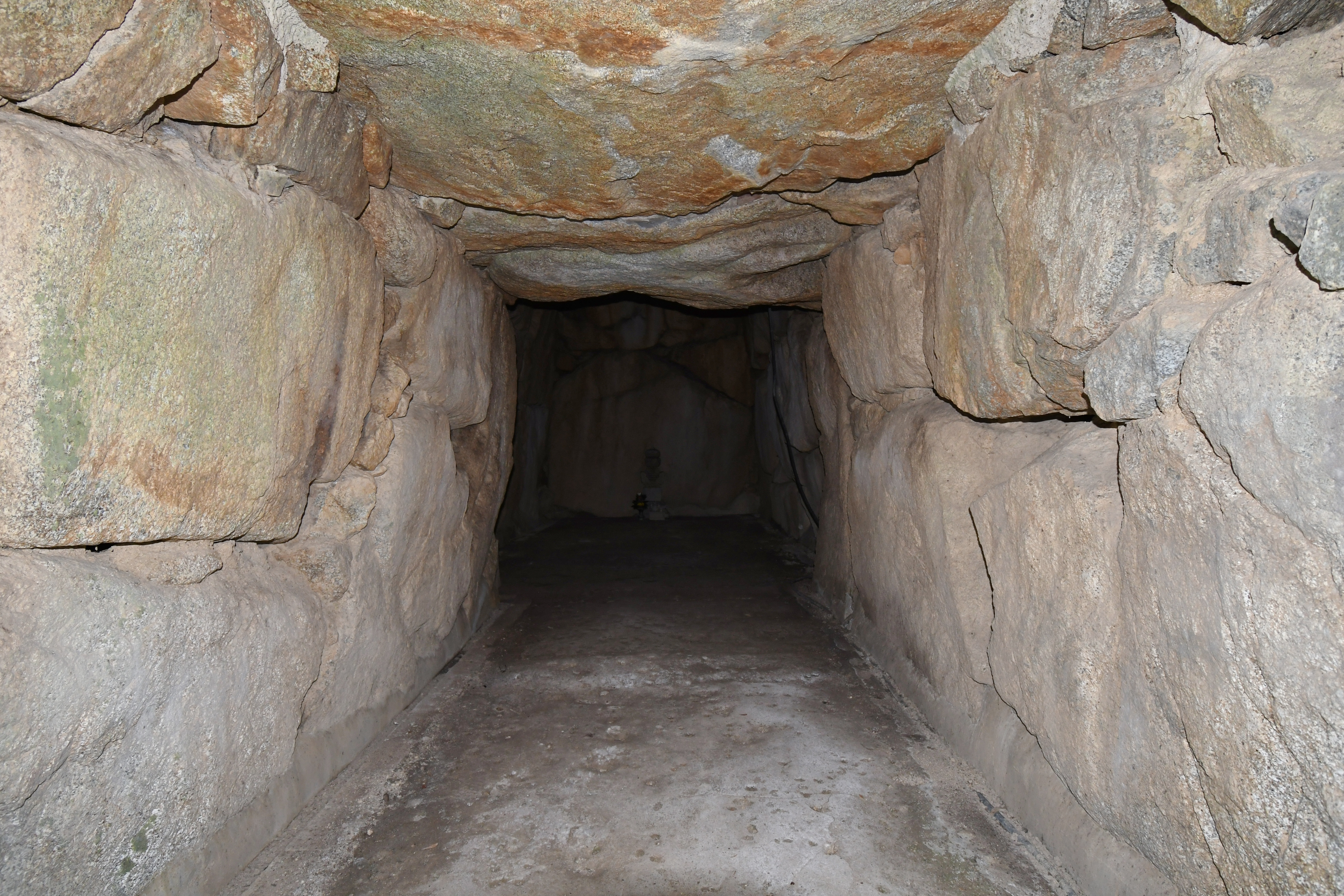
羨道（玄室方向）
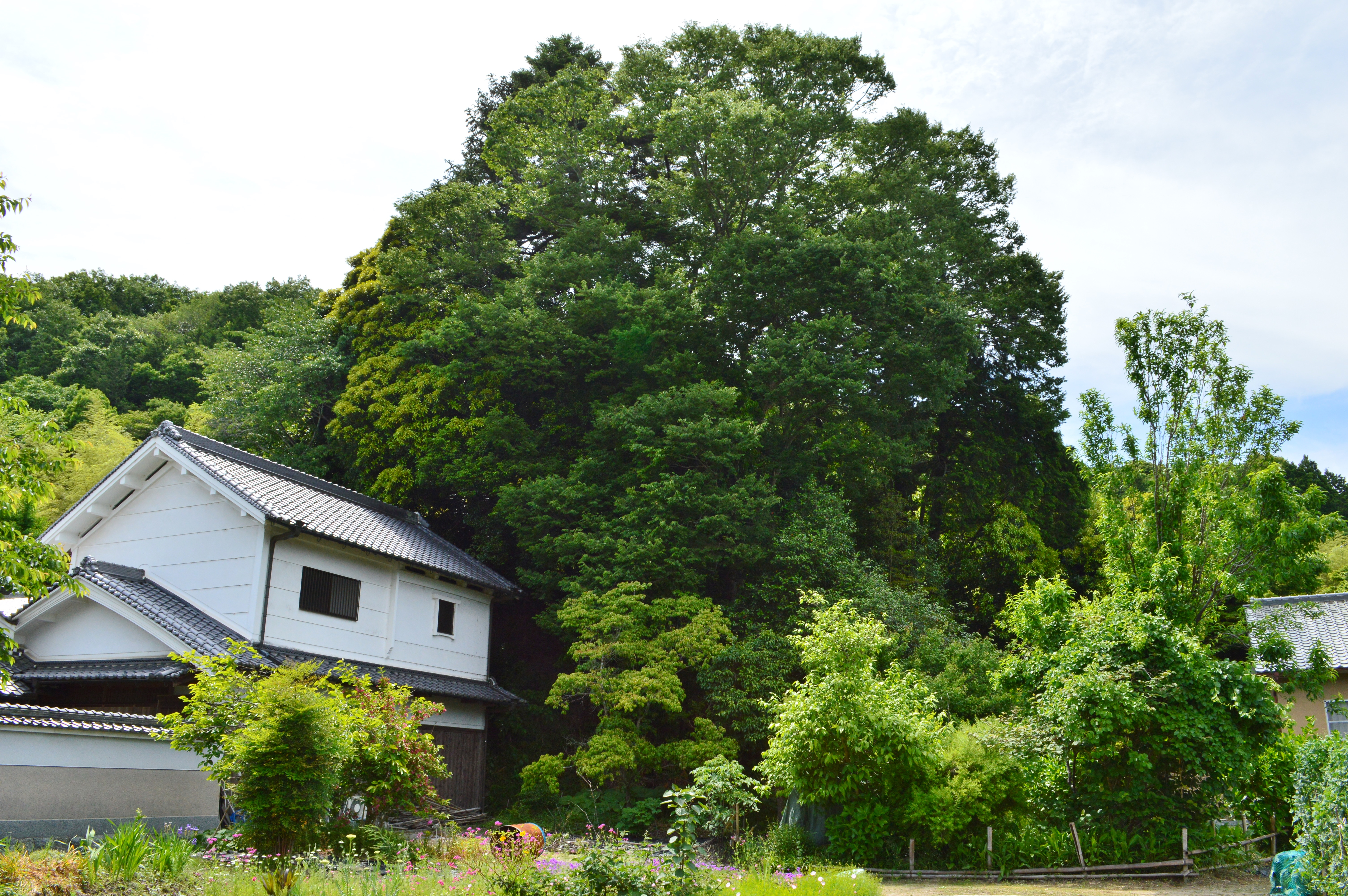
墳丘

### 南古墳

石室俯瞰図

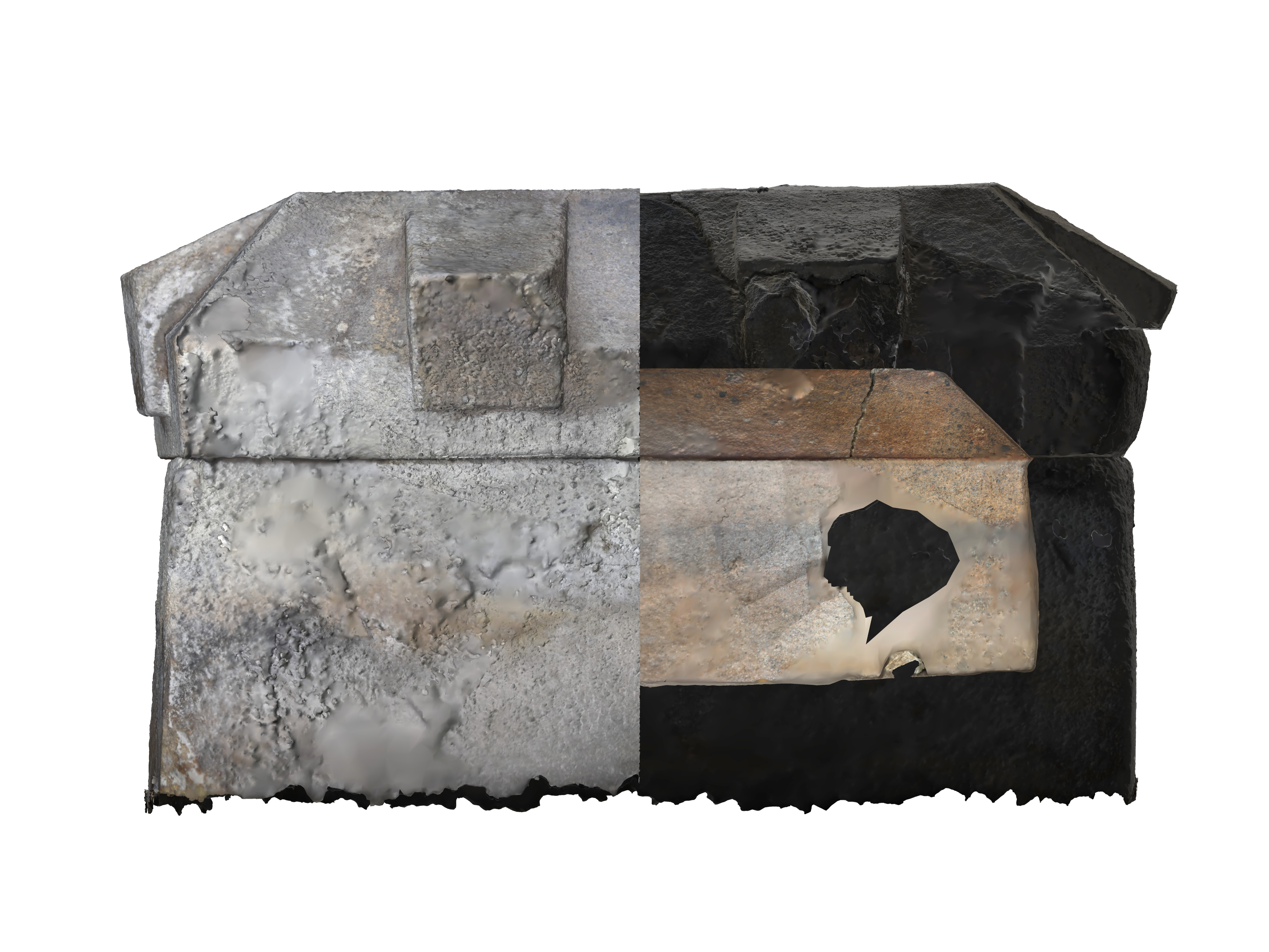
玄室棺立断面図

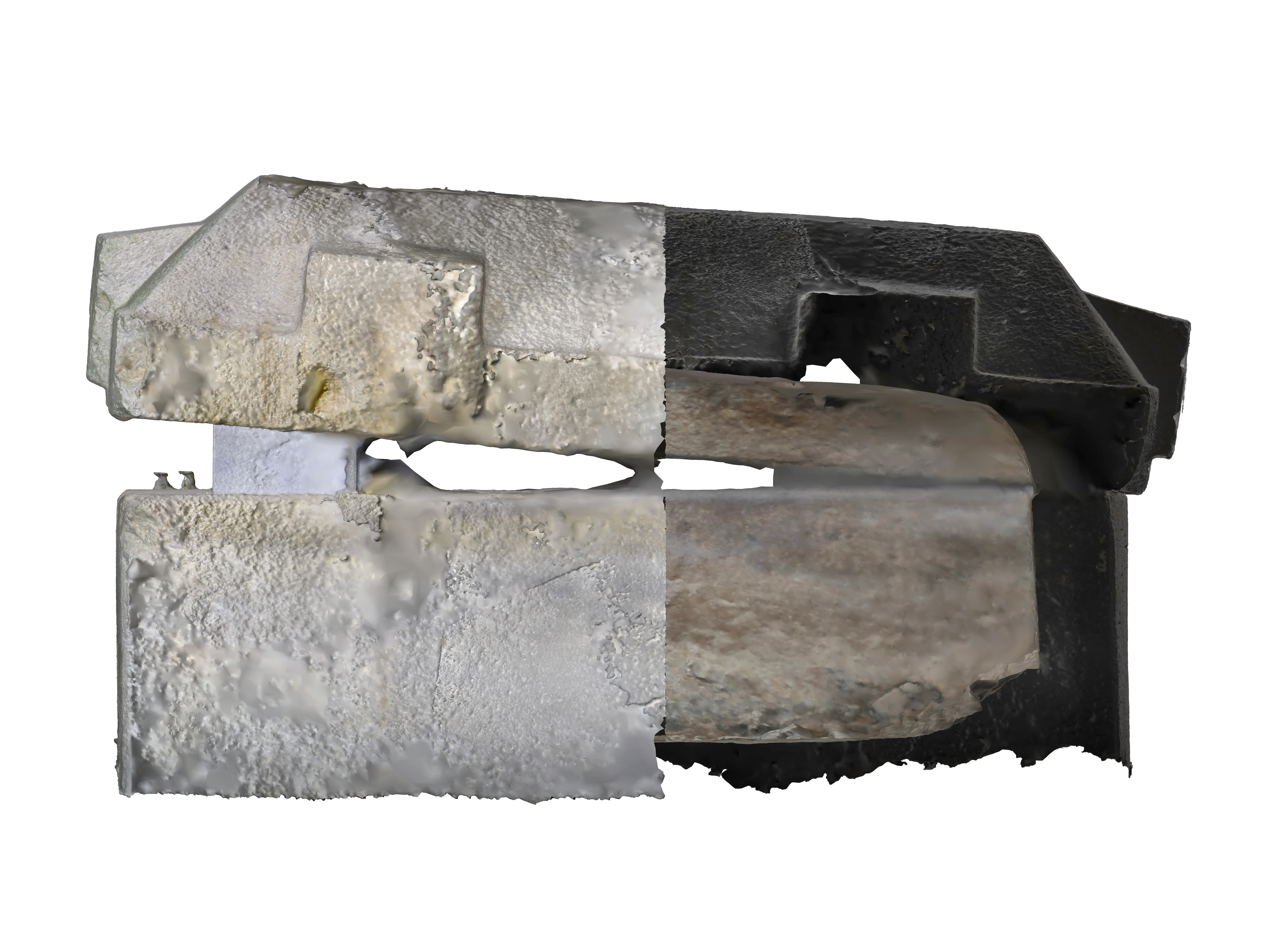
羨道棺立断面図

水泥南古墳または水泥蓮華文石棺古墳（みどろれんげもんせっかんこふん）は、北古墳の南約100メートルに所在する円墳。直径約25メートルを測る。
埋葬施設は両袖式の横穴式石室で、南方向に開口する。石室の規模は次の通り。
- 石室全長：10.8メートル
- 玄室：長さ4.6メートル、幅2.4メートル、高さ2.6メートル
- 羨道：長さ6.2メートル、幅1.6メートル

玄室床面には円礫を敷き、礫床の下には排水溝を有する。石室の構造としては茅原狐塚古墳（桜井市）とほぼ同一設計になるとして注目される。石室内部には刳抜式家形石棺2基があり、1基は玄室に、1基は羨道に据えられている。それぞれの内容は次の通り。
- 玄室棺（初葬棺）
盗掘で棺蓋の一部を欠失する。石材は二上山の凝灰岩製。棺蓋は長さ2.18メートル・幅1.34メートルを測り、縄掛突起を前後1個・側面2個の計6個付す。
- 羨道棺（追葬棺）
石材は兵庫県加古川流域産の成層ハイアロクラスタイト（竜山石）。棺蓋は長さ2.32メートル・幅1.62メートルを測り、縄掛突起を前後1個・側面2個の計6個付す。特に前後の突起には6弁の蓮華文が彫り出されており、古墳文化と仏教文化の結合を示す例になる。なお羨道に入らなかったためか側面の突起は削り取られているが、それらにも線刻が存在した。ただし石棺型式の時期は蓮華文の時期と合わないことから、石棺の製作がやや古く（6世紀末葉頃か）、石棺を石室に入れる段階になって羨道に入らないと判明し縄掛突起が削り取られるとともに蓮華文が追刻されたと推測される。

発掘調査では、石室内の副葬品として金銅製耳環・須恵器（高坏・𤭯・台付𤭯）が検出されている。
築造時期は、古墳時代終末期の7世紀初頭頃と推定される。

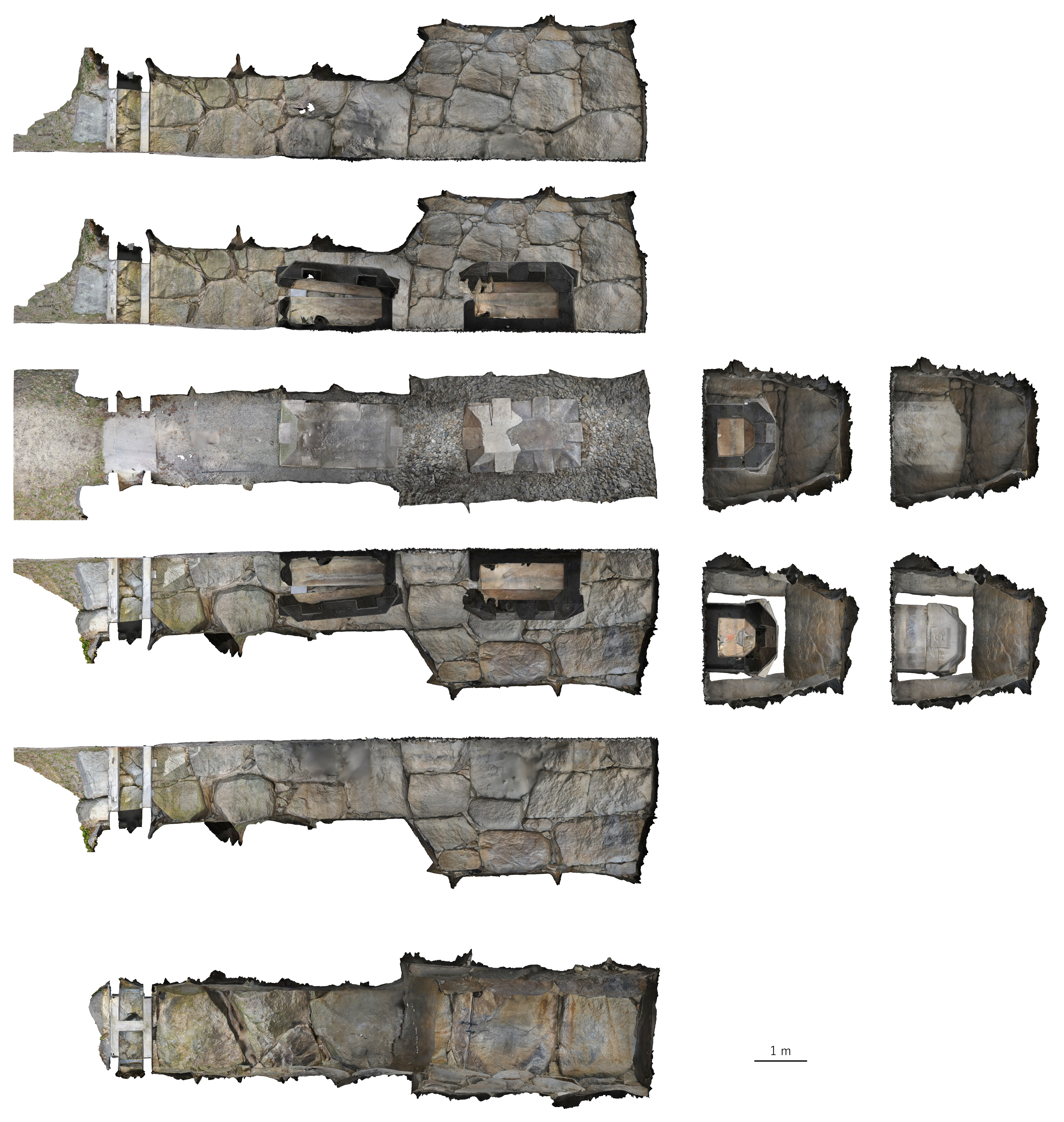
石室展開図
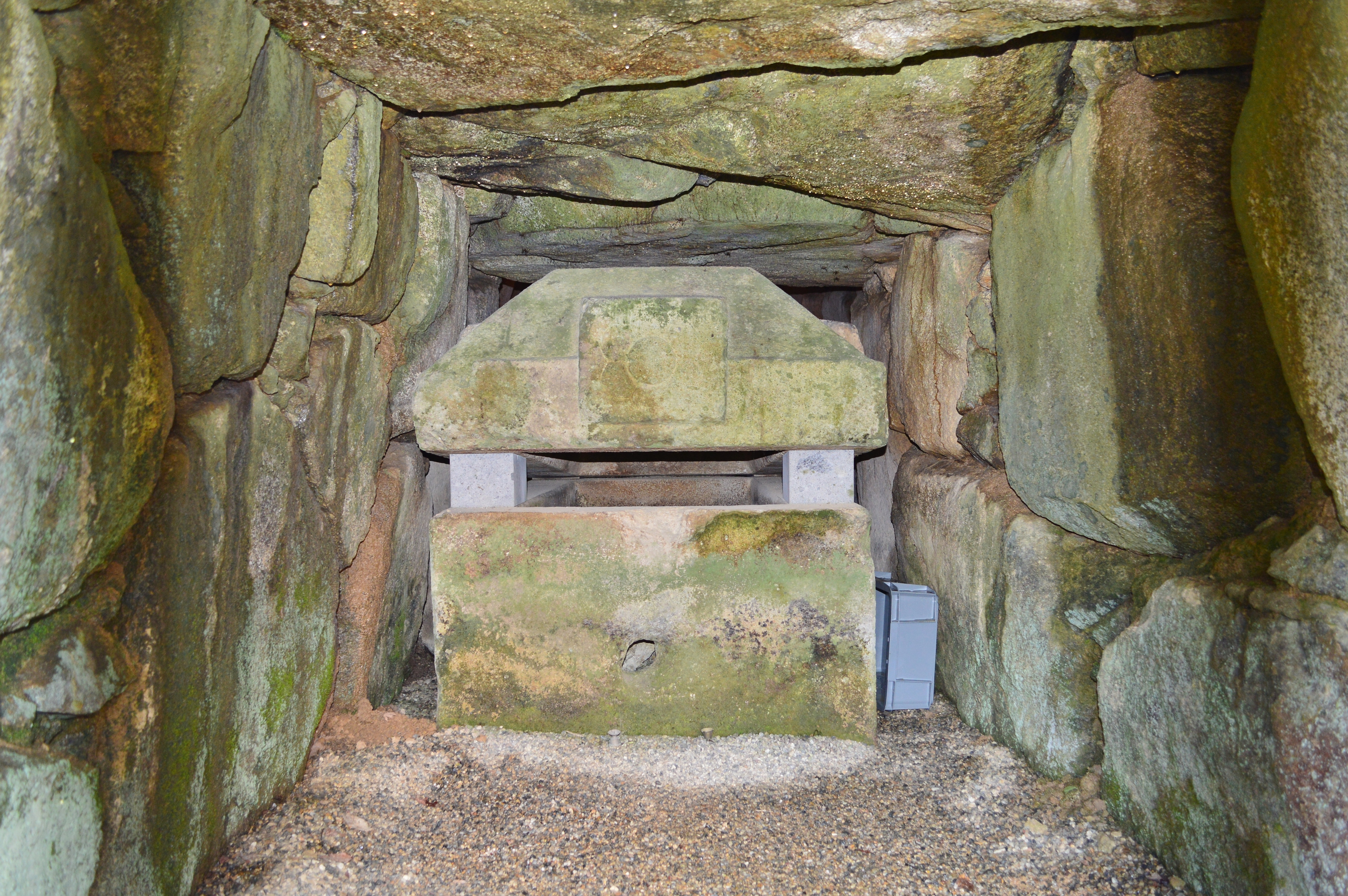
羨道・羨道棺 棺正面の突起に蓮華文を付す。
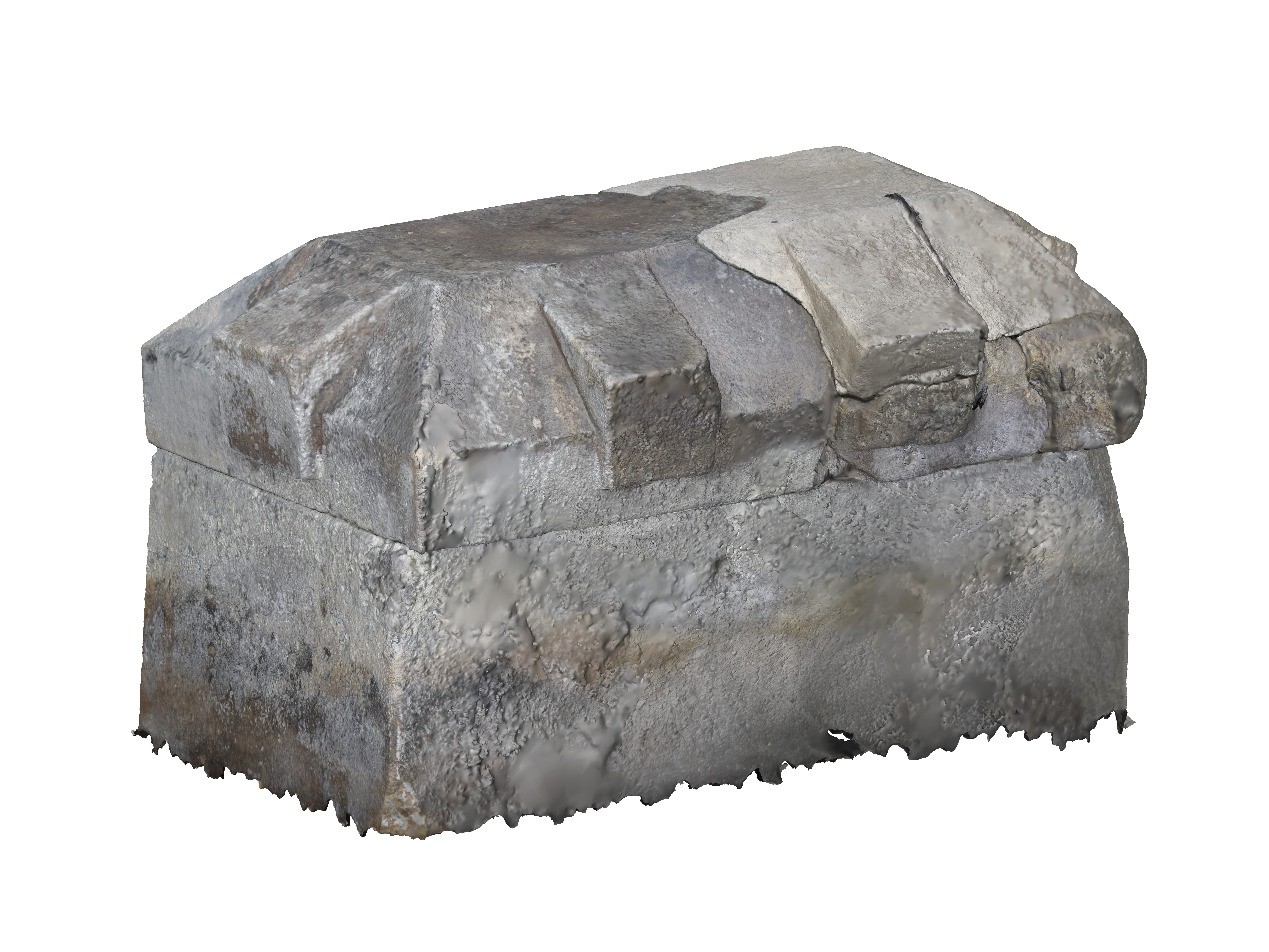
玄室棺俯瞰図
玄室棺展開図
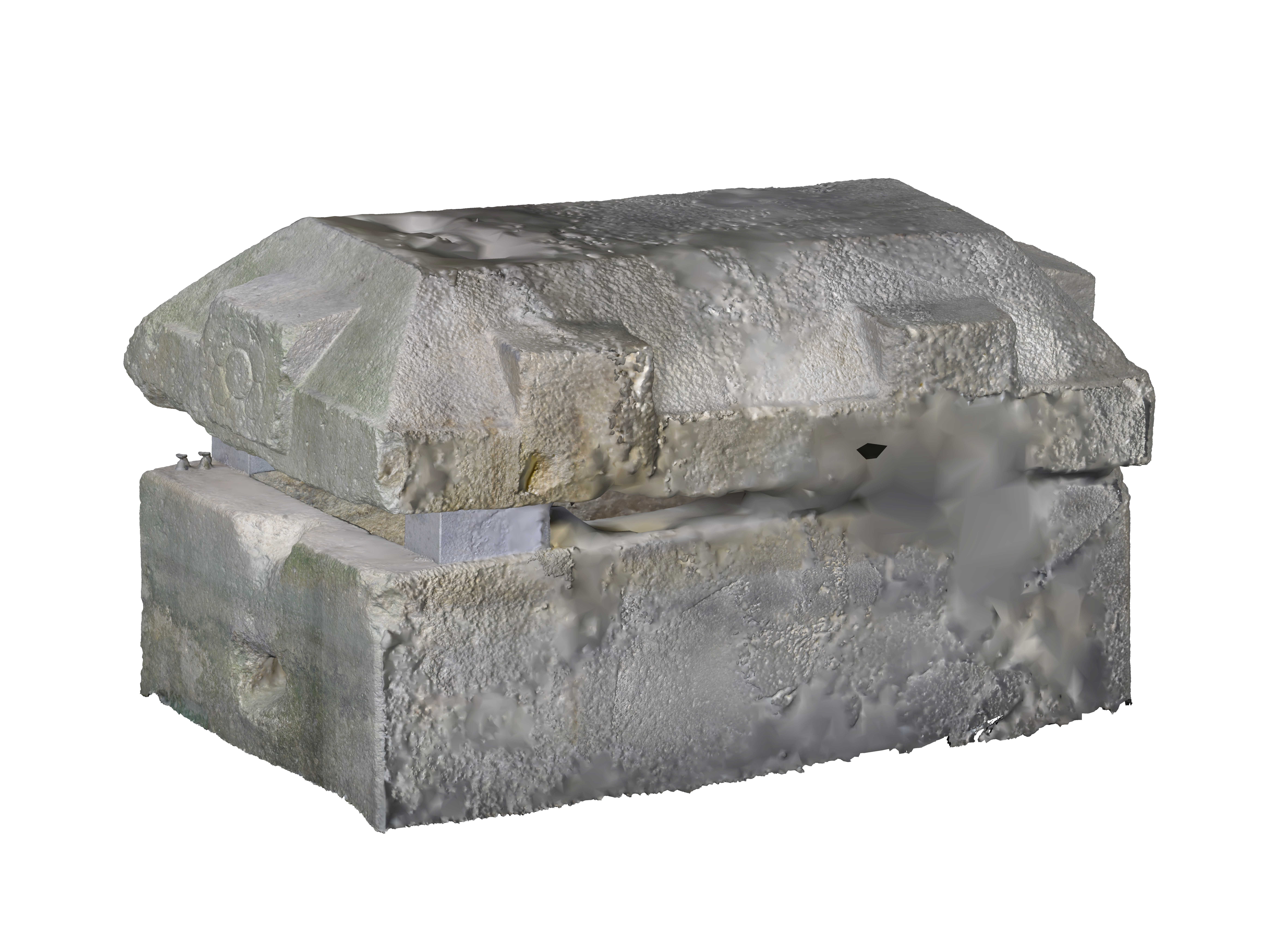
羨道棺俯瞰図
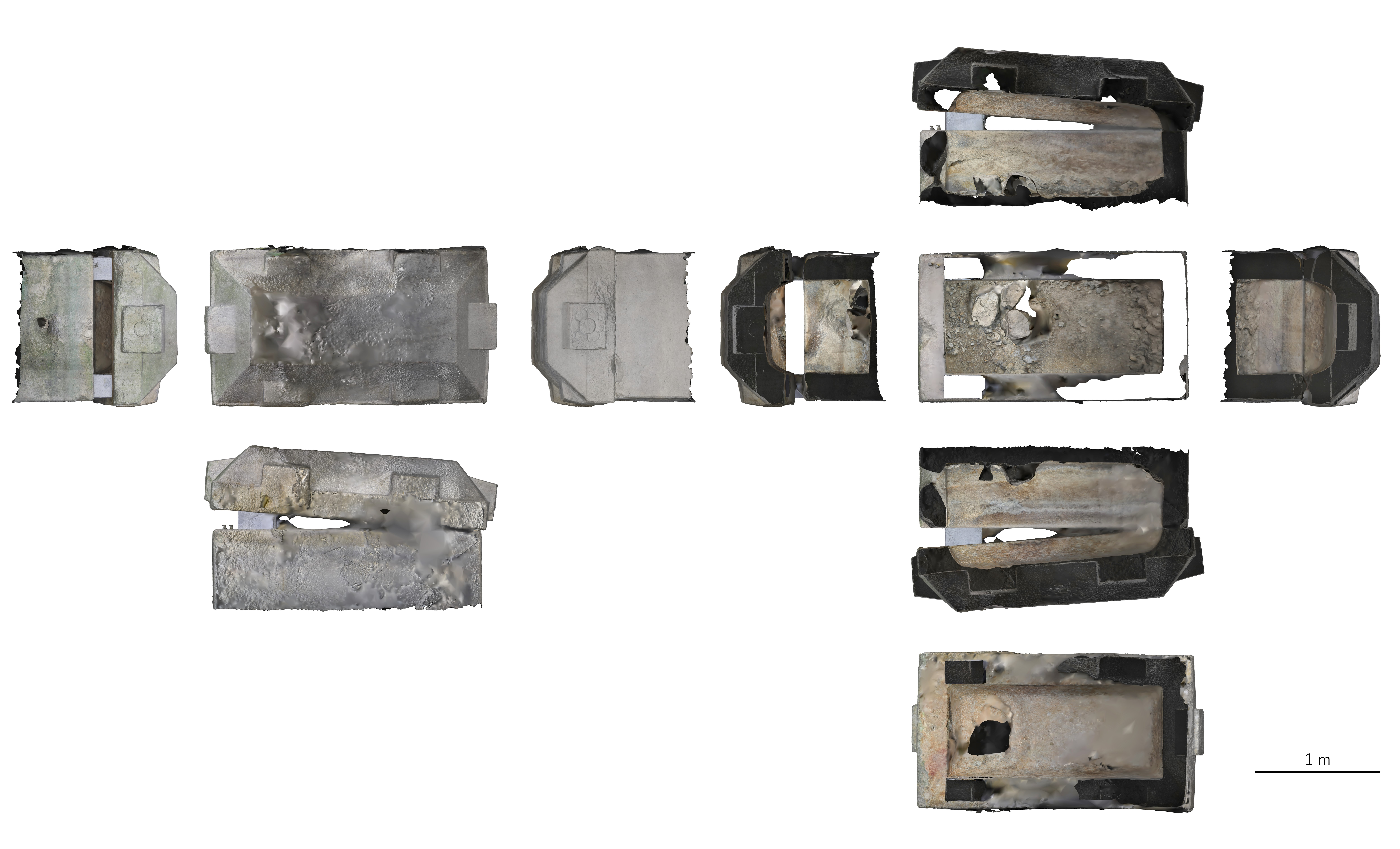
羨道棺展開図

## 文化財

### 国の史跡
- 水泥古墳 - 1961年（昭和36年）7月6日指定[4]。

## 関連文献
（記事執筆に使用していない関連文献）
- 「御所市古瀬「水泥蓮華文石棺古墳」および「水泥塚穴古墳」の調査」『奈良県史跡名勝天然記念物調査抄報 第14輯』奈良県教育委員会、1960年。
- 「御所市水泥塚穴古墳」『奈良県古墳発掘調査集報II（奈良県文化財調査報告書 第30集）』奈良県立橿原考古学研究所、1978年。